# Jenny Was a Friend of Mine
«Jenny Was a Friend of Mine» (en español, Jenny era una amiga mía) es una canción de la banda estadounidense de rock alternativo The Killers, la canción fue escrita por Brandon Flowers y Mark Stoermer, vocalista y bajista de la banda respectivamente, y fue producida por los integrantes de la banda junto a Jeff Saltzman para su álbum de estudio debut llamado Hot Fuss de 2004.

## Información general
"Jenny Was a Friend of Mine" es la canción que da apertura al álbum Hot Fuss, la letra de la canción trata sobre el asesinato de una mujer que fue novia del presunto asesino pero éste se defiende diciendo que solo era una amiga. La música de la canción contiene un estilo rock influenciada por indie, además también pueden ser escuchados varios efectos eléctricos y sintetizadores. En la canción se puede escuchar el sonido de la batería y el bajo más sonoros a lo habitual en el resto de las canciones de la banda.
Esta canción es la tercera parte de la "murder trilogy" (trilogía del asesinato), como se le conoce a tres canciones entre las que además están "Leave The Bourbon On The Shelf" y "Midnight Show"; las letras de estas canciones están basadas en una historia real que le sucedió a un amigo del cantante de The Killers, el cual quedó tan impresionado que decidió convertirla en una trilogía y que de esta forma tuviera un reconocimiento mundial.

## Escritura y composición
La canción, escrita en la tonalidad de mi bemol menor, está contada desde el punto de vista de un chico que ha sido detenido para ser interrogado sobre el asesinato de una chica llamada Jenny. Tras explicar el incidente desde su perspectiva, el chico (al que pone voz Flowers) dice: "No hay motivo para este crimen, Jenny era una amiga mía". La canción no ofrece ninguna resolución del crimen y nunca se aclara si el chico era culpable.  
La canción se inspiró en la confesión grabada a la policía que Robert Chambers hizo la mañana siguiente a la muerte de Jennifer Levin.
Forma parte de la supuesta "Trilogía del asesinato" de The Killers, tres canciones que detallan el asesinato de una chica llamada Jenny, las otras dos son "Midnight Show" y "Leave the Bourbon on the Shelf". En una entrevista con The Guardian, Flowers reveló que fue la canción de Morrissey "Sister I'm a Poet" la que le inspiró a escribir canciones sobre el asesinato.